# وندهام ديديس
العميد السير ويندهام هنري ديديس (10 آذار 1883 - 2 أيلول 1956 م) كان ضابطًا في الجيش البريطاني ومسؤولًا مدنيًا. وكان السكرتير الأول للمفوض السامي البريطاني على فلسطين الانتدابية. وقد حصل على لقب مرافق في وسام القديس ميخائيل والقديس جرجس، كما حصل على وسام الخدمة المتميزة.

## الحياة المُبكرة
وُلِد ديديس في 10 آذار 1883 م في كينت، في إنجلترا. كان الابن الأصغر للنبيل المعروف في شرق كنت، وهو العقيد هربرت جورج ديديس، الذي كانت عائلته تمتلك الأرض الواقعة بين هايث وأشفورد لمدة أربعة قرون، وزوجته روز إلينور بارو.
تلقى ديديس الصغير تعليمه في كلية إيتون، وهي مدرسة داخلية للبنين فقط في بيركشاير.

## المسيرة العسكرية
في 4 شباط 1901، كُلف ديديس برتبة ضابط في الكتيبة التاسعة المُسماة فيلق البندقية الملكي وتحديدًا بمنصب ملازم ثاني. أُرسل إلى جنوب إفريقيا حيث قاتل في حرب البوير الثانية. في 22 كانون الثاني 1906 م، تمت ترقية ديديس إلى رتبة ملازم وتم إعارته إلى المكتب الاستعماري. خلال هذا الوقت تعلم اللغة التركية. بحلول عام 1910 م كان لديه ما يكفي من إتقان اللغة لتلبية مهمة في القسطنطينية. في 8 أيار 1910 م، تم إعارة ديديس للخدمة تحت إشراف وزارة الخارجية. بينما كان لا يزال جزءًا من الجيش البريطاني، تولى مسؤولية إصلاح قوة الجندرماري العثمانية من عام 1910 م حتى بداية الحرب العالمية الأولى، وكان شخصية مؤثرة في وزارة الداخلية العثمانية.
خلال الحرب العالمية الأولى، خدم ديديس في جاليبولي، حيث شارك في حملة جاليبولي. في 27 نيسان 1915، عُيّن الكابتن ديديس آنذاك ضابطًا في هيئة الأركان العامة (الدرجة الثانية). رُقِّي ديديس إلى رتبة رائد في 14 أيلول 1916 م. في 1 كانون الثاني 1916، عُيّن رفيقًا في وسام الخدمة المتميزة (DSO) "لخدمته المتميزة في الميدان". في تشرين الأول 1916 م، مُنح وسام النسر الأبيض للدرجة الرابعة (بالسيوف) من الملك بيتر الأول ملك صربيا. في 21 آذار 1917 م، رُقي ديديس إلى رتبة مقدم مؤقت عند تعيينه ضابطًا في هيئة الأركان العامة (الدرجة الأولى). في 3 حزيران 1917، مُنح ديديس رتبة عقيد فخري "لخدمته المتميزة في الميدان". وخلال الحرب، كرمته الجمهورية الفرنسية بتعيينه في وسام جوقة الشرف برتبة فارس.

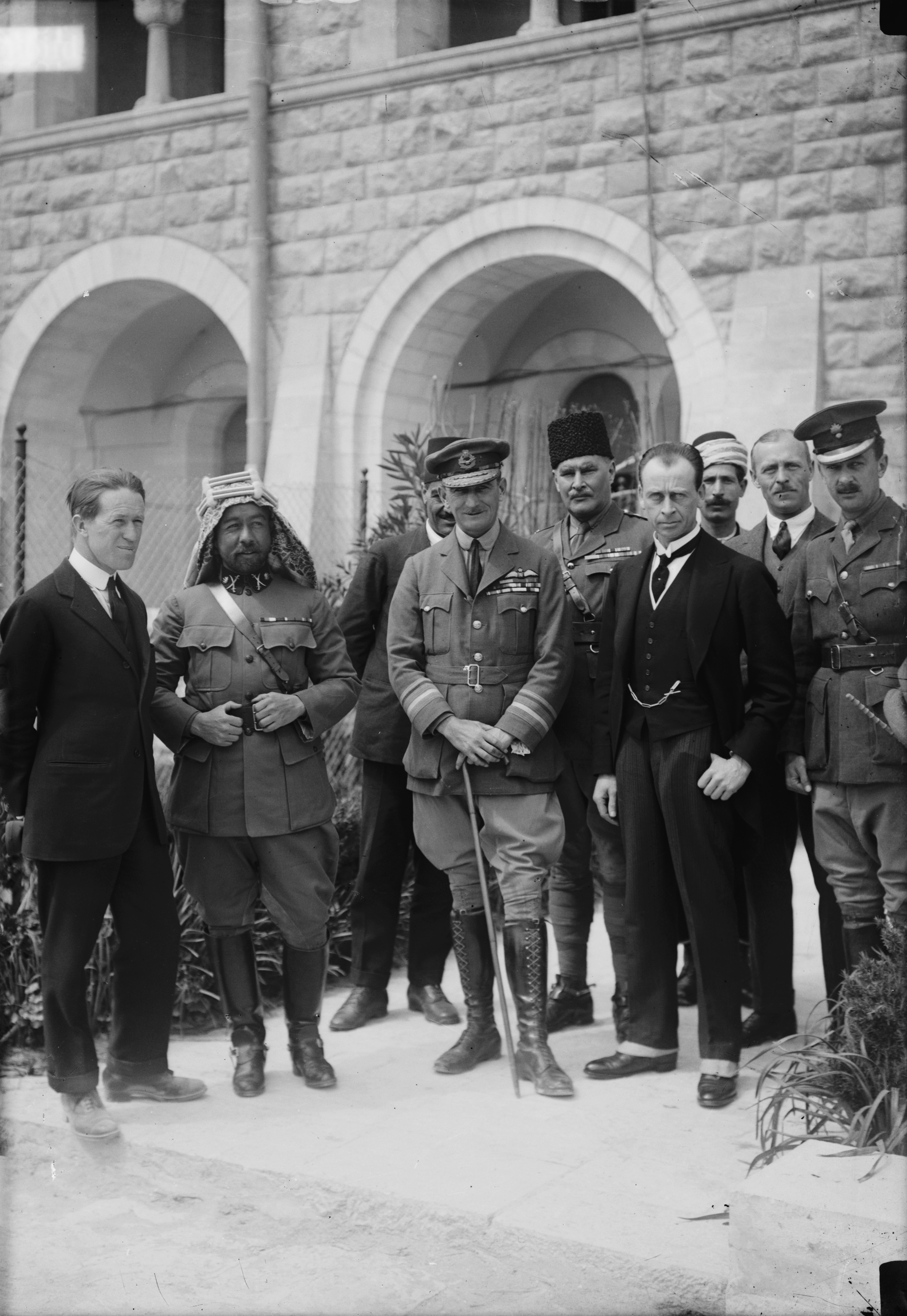
الصف الأمامي، من اليسار إلى اليمين: العقيد تي إي لورانس، الأمير عبد الله مؤسس المملكة الأردنية، المارشال الجوي السير جيفري سالموند والسير ويندهام ديديس في فلسطين؛ بعد القضاء على الدولة العثمانية

بعد الحرب، عُيّن ملحقًا عسكريًا في إسطنبول، في تركيا. ثم عُيّن مديرًا للأمن العام في القاهرة، بمصر، التي كانت آنذاك محمية بريطانية. وهناك، ساعد في تأسيس قوة شرطة فلسطين الانتدابية.
من عام 1920 إلى عام 1922 م، شغل ديديس منصب السكرتير الأول للمفوض السامي البريطاني آنذاك السير هربرت صموئيل في فلسطين. كانت فلسطين آنذاك تحت الانتداب البريطاني بعد قرار عصبة الأمم في عام 1920 م بتسليمها للسيطرة البريطانية من عام 1923 م فصاعدًا. وكان ديديس معروفًا بتعاطفه الكبير وتأييده للصهيونية المسيحية، وقد لعب دورًا في تطوير المجلس الإسلامي الأعلى كثقل عربي موازن للوكالة اليهودية لإضفاء شعور استقلالي لدى السكان. تقاعد من الجيش البريطاني في 27 حزيران 1923 م، برتبة عميد فخرية. وقد أطلقت إسرائيل شارعًا يحمل اسمه في حي عيمك رفائيم في القدس، في فلسطين المحتلة، لجهوده في قيام الدولة الصهيونية.

## الحياة اللاحقة
عند عودته إلى إنجلترا، لم يتبنى ديديس تراثه كإقطاعي رِيفي، بل انتقل إلى لندن واختار العمل الاجتماعي غير مدفوع الأجر في أحد أفقر أحياء المدينة.
بين عام 1931 ونهاية الحرب العالمية الثانية في عام 1945 م، شارك ديديس منزله في بيثنال جرين مع ابن أخيه وليام بل ديديس. وخلال هذا الوقت أصبح عضوًا في مجلس بلدة بيثنال غرين الحضرية، وخدم في لجنة التعليم، وأصبح رئيسًا لمجلس لندن للخدمات الاجتماعية. وكان أيضًا نائبًا لرئيس المجلس الوطني للخدمات الاجتماعية.
عندما أُسس البيت التركي في لندن (هالكيفي) خلال الحرب العالمية الثانية للمساعدة في تعزيز العلاقات الأنجلو تركية، كان ديديس رئيسًا له، وكانت السيدة دورينا نيف مسؤولة عن الجانب الاجتماعي. أثناء الحرب، أصبح ديديس أيضًا كبير حراس الغارات الجوية في بلدته.
في عام 1946 م، أجبره مرضٌ شديد على التقاعد من عمله في منطقةشرق لندن. عاد إلى هايث ليقضي سنواته في غرفةٍ واحدة. في عام 1949 م، بعد عامٍ واحدٍ من تأسيس دولة إسرائيل على الأراضي الفلسطينية المحتلة، أسس الرابطة الأنجلو-إسرائيلية.
تُوفي في 2 أيلول 1956 م.

## الحياة الشخصية
كان ديديس مسيحيًا صارمًا. لم يتزوج قط ولم ينجب أطفالًا. تزوج شقيقه الأكبر، هربرت ويليام ديديس (من مواليد 27 تشرين الأول 1881 م)، من ميليسينا جلاديس تشينيفيكس ترينش في 3 تموز 1912 م. كان لديهما ثلاثة أطفال، وكان أحدهم، وليام بل ديديس، الذي شاركه المنزل من عام 1931 إلى عام 1939 م.

## الترجمات
قام ديديس بترجمة ثلاثة أعمال أدبية تركية رئيسة إلى الإنجليزية: روايتين لرشاد نوري جونتكين ومذكرات لمحمود ماكال:
- رشاد نوري جونتكين. السيرة الذاتية لفتاة تركية[الإنجليزية] (جاليكوشو ، 1922). لندن: جورج ألين وأونوين، 1949.
- رشاد نوري جونتكين. شمس الظهيرة ( أكشام غونيسي ، 1926). لندن: هاينمان، 1951.
- محمود ماكال. قرية في الأناضول ( بيزيم كوي ، 1950). لندن: فالنتين، ميتشل وشركاه، 1954.

## روابط خارجية
- السيرة الذاتية على eastlondonhistory.com
- السيرة الذاتية على answers.com